# Repêchage amateur de la LNH 1972
Ne pas confondre avec le repêchage d'expansion de la LNH 1972.
1971 1973
Le repêchage amateur de la Ligue nationale de hockey 1972  a eu lieu à l'hôtel Reine Élizabeth à Montréal au Québec (Canada).

## Sélections par tour
Les sigles suivants seront utilisés dans les tableaux pour parler des ligues mineures:
- SJHL : Ligue de hockey junior de Saskatchewan (Saskatchewan Junior Hockey League).
- AHO : Association de Hockey de l'Ontario – aujourd'hui Ligue de hockey de l'Ontario.
- LHJMQ : Ligue de hockey junior majeur du Québec.
- AJHL : Ligue de hockey junior de l'Alberta.
- NCAA : National Collegiate Athletic Association
- LHOC : Ligue de hockey de l'Ouest du Canada
- CIAU : Sport interuniversitaire canadien

### 1ertour
| Rang | Équipe LNH               | Nationalité | Joueur           | Repêché de                            |
| ---- | ------------------------ | ----------- | ---------------- | ------------------------------------- |
| 1    | Islanders de New York    | Canada      | Billy Harris     | Marlboros de Toronto (AHO)            |
| 2    | Flames d'Atlanta         | Canada      | Jacques Richard  | Remparts de Québec (LHJMQ)            |
| 3    | Canucks de Vancouver     | Canada      | Don Lever        | Flyers de Niagara Falls (AHO)         |
| 4    | Canadiens de Montréal    | Canada      | Steve Shutt      | Marlboros de Toronto (AHO)            |
| 5    | Sabres de Buffalo        | Canada      | Jim Schoenfeld   | Flyers de Niagara Falls (AHO)         |
| 6    | Canadiens de Montréal    | Canada      | Michel Larocque  | 67's d'Ottawa (AHO)                   |
| 7    | Flyers de Philadelphie   | Canada      | Bill Barber      | Rangers de Kitchener (AHO)            |
| 8    | Canadiens de Montréal    | Canada      | Dave Gardner     | Marlboros de Toronto (AHO)            |
| 9    | Blues de Saint-Louis     | Canada      | Wayne Merrick    | 67's d'Ottawa (AHO)                   |
| 10   | Rangers de New York      | Canada      | Al Blanchard     | Rangers de Kitchener (AHO)            |
| 11   | Maple Leafs de Toronto   | Canada      | George Ferguson  | Marlboros de Toronto (AHO)            |
| 12   | North Stars du Minnesota | Canada      | Jerry Byers      | Rangers de Kitchener (AHO)            |
| 13   | Black Hawks de Chicago   | Canada      | Phil Russell     | Oil Kings d'Edmonton (LHOC)           |
| 14   | Canadiens de Montréal    | Canada      | John Van Boxmeer | CMC'S de Guelph (LHJSO)               |
| 15   | Rangers de New York      | Canada      | Bob MacMillan    | Black Hawks de Saint Catharines (AHO) |
| 16   | Bruins de Boston         | Canada      | Mike Bloom       | Black Hawks de Saint Catharines (AHO) |

### 2etour
| Rang | Équipe LNH                    | Nationalité | Joueur           | Repêché de                            |
| ---- | ----------------------------- | ----------- | ---------------- | ------------------------------------- |
| 17   | Islanders de New York         | Canada      | Lorne Henning    | Bruins de New Westminster (LHOC)      |
| 18   | Flames d'Atlanta              | Canada      | Dwight Bialowas  | Pats de Regina (LHOC)                 |
| 19   | Canucks de Vancouver          | Canada      | Bryan McSheffrey | 67's d'Ottawa (AHO)                   |
| 20   | Kings de Los Angeles          | Canada      | Don Kozak        | Oil Kings d'Edmonton (LHOC)           |
| 21   | Rangers de New York           | Canada      | Larry Sacharuk   | Blades de Saskatoon (LHOC)            |
| 22   | Golden Seals de la Californie | Canada      | Tom Cassidy      | Rangers de Kitchener (AHO)            |
| 23   | Flyers de Philadelphie        | Canada      | Thomas Bladon    | Oil Kings d'Edmonton (LHOC)           |
| 24   | Penguins de Pittsburgh        | Canada      | Jack Lynch       | Generals d'Oshawa (AHO)               |
| 25   | Sabres de Buffalo             | Canada      | Larry Carrière   | Université de Loyola (CIAU)           |
| 26   | Red Wings de Détroit          | Canada      | Pierre Guité     | équipe indépendante de St.-Catharines |
| 27   | Maple Leafs de Toronto        | Canada      | Randy Osburn     | Knights de London (AHO)               |
| 28   | Golden Seals de la Californie | Canada      | Stan Weir        | Tigers de Medicine Hat (LHOC)         |
| 29   | Black Hawks de Chicago        | Canada      | Brian Ogilvie    | Oil Kings d'Edmonton (LHOC)           |
| 30   | Penguins de Pittsburgh        | Canada      | Bernie Lukowich  | Bruins de New Westminster (LHOC)      |
| 31   | Rangers de New York           | Canada      | René Villemure   | Bruins de Shawinigan (LHJMQ)          |
| 32   | Bruins de Boston              | Canada      | Wayne Elder      | Knights de London (AHO)               |

### 3etour
| Rang | Équipe LNH                    | Nationalité  | Joueur            | Repêché de                            |
| ---- | ----------------------------- | ------------ | ----------------- | ------------------------------------- |
| 33   | Islanders de New York         | Suède Canada | Bob Nystrom       | Centennials de Calgary (LHOC)         |
| 34   | Flames d'Atlanta              | Canada       | Jean Lemieux      | Castors de Sherbrooke (LHJMQ)         |
| 35   | Canucks de Vancouver          | Canada       | Paul Raymer       | Petes de Peterborough (AHO)           |
| 36   | Kings de Los Angeles          | Canada       | Dave Hutchison    | Knights de London (AHO)               |
| 37   | Sabres de Buffalo             | Canada       | Jim McMasters     | Centennials de Calgary (LHOC)         |
| 38   | Golden Seals de la Californie | Canada       | Paul Shakes       | Black Hawks de Saint Catharines (AHO) |
| 39   | Flyers de Philadelphie        | Canada       | Jim Watson        | Centennials de Calgary (LHOC)         |
| 40   | Penguins de Pittsburgh        | Canada       | Denis Herron      | Ducs de Trois-Rivières (LHJMQ)        |
| 41   | Blues de Saint-Louis          | Canada       | Jean Hamel        | Rangers de Drummondville (LHJMQ)      |
| 42   | Red Wings de Détroit          | États-Unis   | Bob Krieger       | Pioneers de Denver (NCAA)             |
| 43   | Maple Leafs de Toronto        | Canada       | Denis Deslauriers | Bruins de Shawinigan (LHJMQ)          |
| 44   | North Stars du Minnesota      | Canada       | Terry Ryan        | Red Wings de Hamilton (AHO)           |
| 45   | Black Hawks de Chicago        | Canada       | Mike Veisor       | Petes de Peterborough (AHO)           |
| 46   | Canadiens de Montréal         | Canada       | Ed Gilbert        | Red Wings de Hamilton (AHO)           |
| 47   | Rangers de New York           | Canada       | Gerry Teeple      | Royals de Cornwall (LHJMQ)            |
| 48   | Bruins de Boston              | Canada       | Michel Boudreau   | National de Laval (LHJMQ)             |

### 4etour
| Rang | Équipe LNH                    | Nationalité | Joueur               | Repêché de                       |
| ---- | ----------------------------- | ----------- | -------------------- | -------------------------------- |
| 49   | Islanders de New York         | Canada      | Ron Smith            | Royals de Cornwall (LHJMQ)       |
| 50   | Flames d'Atlanta              | Canada      | Don Martineau        | Bruins de New Westminster (LHOC) |
| 51   | Canucks de Vancouver          | Canada      | Ron Homenuke         | Centennials de Calgary (LHOC)    |
| 52   | Kings de Los Angeles          | Canada      | John Dobie           | Pats de Regina (LHOC)            |
| 53   | Sabres de Buffalo             | Canada      | Rychard Campeau      | Éperviers de Sorel (LHJMQ)       |
| 54   | Golden Seals de la Californie | Canada      | Claude Saint-Sauveur | Castors de Sherbrooke (LHJMQ)    |
| 55   | Flyers de Philadelphie        | Canada      | Al MacAdam           | Islanders de Charlottetown       |
| 56   | Penguins de Pittsburgh        | Canada      | Ron Lalonde          | Petes de Peterborough (AHO)      |
| 57   | Blues de Saint-Louis          | Canada      | Murray Myers         | Blades de Saskatoon (LHOC)       |
| 58   | Red Wings de Détroit          | Canada      | Danny Gruen          | Vulcans de Thunder Bay           |
| 59   | Maple Leafs de Toronto        | Canada      | Brian Bowles         | Royals de Cornwall (LHJMQ)       |
| 60   | North Stars du Minnesota      | Canada      | Tom Thomson          | Marlboros de Toronto (AHO)       |
| 61   | Black Hawks de Chicago        | États-Unis  | Tom Peluso           | Pioneers de Denver (NCAA)        |
| 62   | Canadiens de Montréal         | Canada      | Dave Elenbaas        | Big Red de Cornell (NCAA)        |
| 63   | Rangers de New York           | Canada      | Doug Horbul          | Centennials de Calgary (LHOC)    |
| 64   | Bruins de Boston              | Canada      | Les Jackson          | Bruins de New Westminster (LHOC) |

### 5etour
| Rang | Équipe LNH                    | Nationalité | Joueur          | Repêché de                              |
| ---- | ----------------------------- | ----------- | --------------- | --------------------------------------- |
| 65   | Islanders de New York         | Canada      | Richard Grenier | Maple Leafs de Verdun (LHJMQ)           |
| 66   | Canadiens de Montréal         | États-Unis  | Bill Nyrop      | Fighting Irish de Notre Dame (NCAA)     |
| 67   | Canucks de Vancouver          | Canada      | Larry Bolonchuk | Jets de Winnipeg (LHOC)                 |
| 68   | Kings de Los Angeles          | Canada      | Bernie Germain  | Pats de Regina (LHOC)                   |
| 69   | Sabres de Buffalo             | Canada      | Gilles Gratton  | Generals d'Oshawa (AHO)                 |
| 70   | Golden Seals de la Californie | Canada      | Tim Jacobs      | Black Hawks de Saint Catharines (AHO)   |
| 71   | Flyers de Philadelphie        | Canada      | Daryl Fedorak   | Cougars de Victoria (LHOC)              |
| 72   | Penguins de Pittsburgh        | Canada      | Brian Walker    | Centennials de Calgary (LHOC)           |
| 73   | Blues de Saint-Louis          | Canada      | Dave Johnson    | Royals de Cornwall (LHJMQ)              |
| 74   | Red Wings de Détroit          | États-Unis  | Dennis Johnson  | Fighting Sioux du Dakota du Nord (NCAA) |
| 75   | Maple Leafs de Toronto        | Canada      | Michel Plante   | Rangers de Drummondville (LHJMQ)        |
| 76   | North Stars du Minnesota      | États-Unis  | Chris Ahrens    | Rangers de Kitchener (AHO)              |
| 77   | Black Hawks de Chicago        | Canada      | Réjean Giroux   | Remparts de Québec (LHJMQ)              |
| 78   | North Stars du Minnesota      | Canada      | John Martin     | Bruins de Shawinigan (LHJMQ)            |
| 79   | Rangers de New York           | Canada      | Marty Gateman   | Red Wings d'Hamilton (AHO)              |
| 80   | Bruins de Boston              | Canada      | Brian Coates    | Wheat Kings de Brandon (LHOC)           |

### 6etour
| Rang | Équipe LNH                    | Nationalité | Joueur           | Repêché de                      |
| ---- | ----------------------------- | ----------- | ---------------- | ------------------------------- |
| 81   | Islanders de New York         | Canada      | Derek Black      | Centennials de Calgary (LHOC)   |
| 82   | Flames d'Atlanta              | Canada      | Frank Blum       | équipe junior de Sarnia         |
| 83   | Canucks de Vancouver          | Canada      | Dave McClelland  | Wheat Kings de Brandon (LHOC)   |
| 84   | Kings de Los Angeles          | États-Unis  | Mike Usitalo     | Huskies de Michigan Tech (NCAA) |
| 85   | Sabres de Buffalo             | Canada      | Peter McNab      | Pioneers de Denver (NCAA)       |
| 86   | Golden Seals de la Californie | Canada      | Jacques Lefebvre | Bruins de Shawinigan (LHJMQ)    |
| 87   | Flyers de Philadelphie        | Canada      | Dave Hasting     | Islanders de Charlottetown      |
| 88   | Penguins de Pittsburgh        | Canada      | Jeff Ablett      | Tigers de Medicine Hat (LHOC)   |
| 89   | Blues de Saint-Louis          | Canada      | Tom Simpson      | Generals d'Oshawa (AHO)         |
| 90   | Red Wings de Détroit          | Canada      | Bill Miller      | Tigers de Medicine Hat (LHOC)   |
| 91   | Maple Leafs de Toronto        | Canada      | Dave Shardlow    | Bombers de Flin-Flon (LHOC)     |
| 92   | North Stars du Minnesota      | Canada      | Steve West       | Generals d'Oshawa (AHO)         |
| 93   | Black Hawks de Chicago        | États-Unis  | Rob Palmer       | Pioneers de Denver (NCAA)       |
| 94   | Canadiens de Montréal         | Canada      | D'Arcy Ryan      | Bulldogs de Yale (NCAA)         |
| 95   | Rangers de New York           | Canada      | Ken Ireland      | Bruins de New Westminste (LHOC) |
| 96   | Bruins de Boston              | Canada      | Peter Gaw        | 67's d'Ottawa (AHO)             |

### 7etour
| Rang | Équipe LNH                    | Nationalité | Joueur           | Repêché de                          |
| ---- | ----------------------------- | ----------- | ---------------- | ----------------------------------- |
| 97   | Islanders de New York         | Canada      | Richard Brodeur  | Royals de Cornwall (LHJMQ)          |
| 98   | Flames d'Atlanta              | Canada      | Scott Smith      | Pats de Regina (LHOC)               |
| 99   | Canucks de Vancouver          | Canada      | Danny Gloor      | Petes de Peterborough (AHO)         |
| 100  | Kings de Los Angeles          | Canada      | Glen Toner       | Pats de Regina (LHOC)               |
| 101  | Islanders de New York         | Canada      | Don McLaughlin   | Wheat Kings de Brandon (LHOC)       |
| 102  | Golden Seals de la Californie | Canada      | Mike Amodeo      | Generals d'Oshawa (AHO)             |
| 103  | Flyers de Philadelphie        | Canada      | Serge Beaudoin   | Ducs de Trois-Rivières (LHJMQ)      |
| 104  | Penguins de Pittsburgh        | Canada      | D'Arcy Keating   | Fighting Irish de Notre Dame (NCAA) |
| 105  | Blues de Saint-Louis          | Canada      | Brian Coughlin   | Maple Leafs de Verdun (LHJMQ)       |
| 106  | Red Wings de Détroit          | Canada      | Glen Seperich    | Rangers de Kitchener (AHO)          |
| 107  | Maple Leafs de Toronto        | Canada      | Monte Miron      | Golden Knights de Clarkson (NCAA)   |
| 108  | North Stars du Minnesota      | Canada      | Chris Meloff     | Rangers de Kitchener (AHO)          |
| 109  | Black Hawks de Chicago        | Canada      | Terry Smith      | Oil Kings d'Edmonton (LHOC)         |
| 110  | Canadiens de Montréal         | Canada      | Yves Archambault | Éperviers de Sorel (LHJMQ)          |
| 111  | Rangers de New York           | Canada      | Jeff Hunt        | Jets de Winnipeg (LHOC)             |
| 112  | Bruins de Boston              | Écosse      | Gordie Clark     | Wildcats du New Hampshire (NCAA)    |

### 8etour
| Rang | Équipe LNH                    | Nationalité | Joueur          | Repêché de                                   |
| ---- | ----------------------------- | ----------- | --------------- | -------------------------------------------- |
| 113  | Islanders de New York         | Canada      | Derek Kuntz     | Tigers de Medicine Hat (LHOC)                |
| 114  | Flames d'Atlanta              | Canada      | Dave Murphy     | Red Wings de Hamilton (AHO)                  |
| 115  | Canucks de Vancouver          | Canada      | Dennis McCord   | Knights de London (AHO)                      |
| 116  | North Stars du Minnesota      | Canada      | Scott MacPhail  | Canadien junior de Montréal (AHO)            |
| 117  | Islanders de New York         | Canada      | René Levasseur  | Bruins de Shawinigan (LHJMQ)                 |
| 118  | Golden Seals de la Californie | Canada      | Brent Meeke     | Flyers de Niagara Falls (AHO)                |
| 119  | Flyers de Philadelphie        | Canada      | Pat Russell     | Nats de Vancouver (LHOC)                     |
| 120  | Penguins de Pittsburgh        | Canada      | Yves Bergeron   | Bruins de Shawinigan (LHJMQ)                 |
| 121  | Blues de Saint-Louis          | Canada      | Gary Winchester | Badgers du Wisconsin (NCAA)                  |
| 122  | Red Wings de Détroit          | Canada      | Mike Ford       | Wheat Kings de Brandon (LHOC)                |
| 123  | Maple Leafs de Toronto        | Canada      | Peter Williams  | Université de l'Île-du-Prince-Édouard (CIAU) |
| 124  | North Stars du Minnesota      | États-Unis  | Bob Lundeen     | Badgers du Wisconsin (NCAA)                  |
| 125  | Black Hawks de Chicago        | Canada      | Billy Reay      | Badgers du Wisconsin (NCAA)                  |
| 126  | Canadiens de Montréal         | Canada      | Graham Parsons  | Rustlers de Red Deer (LHJA)                  |
| 127  | Rangers de New York           | Canada      | Yvon Blais      | Royals de Cornwall (LHJMQ)                   |
| 128  | Bruins de Boston              | Canada      | Roy Carmichael  | Bruins de New Westminster (LHOC)             |

### 9etour
| Rang | Équipe LNH                    | Nationalité | Joueur             | Repêché de                          |
| ---- | ----------------------------- | ----------- | ------------------ | ----------------------------------- |
| 129  | Islanders de New York         | Canada      | Yvon Rolando       | Rangers de Drummondville (LHJMQ)    |
| 130  | Flames d'Atlanta              | Canada      | Pierre Roy         | Remparts de Québec (LHJMQ)          |
| 131  | Canucks de Vancouver          | Canada      | Steve Stone        | Flyers de Niagara Falls (AHO)       |
| 132  | Flames d'Atlanta              | Canada      | Jean Lamarre       | Remparts de Québec (LHJMQ)          |
| 133  | Islanders de New York         | Canada      | Bill Ennos         | Nats de Vancouver (LHOC)            |
| 134  | Golden Seals de la Californie | Canada      | Denis Meloche      | Rangers de Drummondville (LHJMQ)    |
| 135  | Flyers de Philadelphie        | Canada      | Ray Boutin         | Éperviers de Sorel (LHJMQ)          |
| 136  | Penguins de Pittsburgh        | Canada      | Jay Babcock        | Knights de London (AHO)             |
| 137  | Rangers de New York           | Canada      | Pierre Archambault | Alouettes de Saint-Jérome (LHJMQ)   |
| 138  | Red Wings de Détroit          | Canada      | George Kuzmicz     | Big Red de Cornell (NCAA)           |
| 139  | Maple Leafs de Toronto        | Canada      | Pat Boutette       | Bulldogs du Minnesota-Duluth (NCAA) |
| 140  | North Stars du Minnesota      | Canada      | Glen Mikkelson     | Wheat Kings de Brandon (LHOC)       |
| 141  | Black Hawks de Chicago        | Canada      | Gary Donaldson     | Cougars de Victoria (LHOC)          |
| 142  | Canadiens de Montréal         | Canada      | Eddie Bumbacco     | Fighting Irish de Notre Dame (NCAA) |
| 143  | Maple Leafs de Toronto        | États-Unis  | Garry Schofield    | Golden Knights de Clarkson (NCAA)   |

### 10etour
| Rang | Équipe LNH               | Nationalité | Joueur         | Repêché de                        |
| ---- | ------------------------ | ----------- | -------------- | --------------------------------- |
| 144  | Islanders de New York    | Canada      | Garry Howatt   | Bombers de Flin-Flon (LHOC)       |
| 145  | North Stars du Minnesota | Canada      | Steve Lyon     | Petes de Peterborough (AHO)       |
| 146  | Islanders de New York    | Canada      | René Lambert   | Alouettes de Saint-Jérome (LHJMQ) |
| 147  | North Stars du Minnesota | Canada      | Juri Kudrasovs | Rangers de Kitchener (AHO)        |
| 148  | North Stars du Minnesota | Canada      | Marcel Comeau  | Oil Kings d'Edmonton (LHOC)       |
| 149  | Penguins de Pittsburgh   | Canada      | Don Atchison   | Blades de Saskatoon (LHOC)        |
| 150  | Red Wings de Détroit     | États-Unis  | Dave Arundel   | Badgers du Wisconsin (NCAA)       |
| 151  | Canadiens de Montréal    | Canada      | Fred Riggall   | Big Green de Dartmouth (NCAA)     |

### 11etour
| Rang | Équipe LNH            | Nationalité | Joueur      | Repêché de                   |
| ---- | --------------------- | ----------- | ----------- | ---------------------------- |
| 152  | Canadiens de Montréal | Canada      | Ron LeBlanc | Université de Moncton (CIAU) |